# 캉자어
캉자어(중국어: 康家语, Kangjia)는 중국 칭하이성 황난 티베트족 자치주 젠자현의 소수민족인 캉자인(康家人)이 사용하는 몽골어족 계통의 언어이다. 분류학상 바오안어와 둥샹어의 사이에 위치하는 것으로 보인다. 중국 정부의 민족 분류 상 캉자인들은 회족으로 분류된다. 화자 수는 계속 감소하여 현재 300명 남짓이며, 언어 사멸 위기에 있다.